# Exothea diphylla
Exothea diphylla är en kinesträdsväxtart som först beskrevs av Standley, och fick sitt nu gällande namn av Cyrus Longworth Lundell. Exothea diphylla ingår i släktet Exothea och familjen kinesträdsväxter. Inga underarter finns listade i Catalogue of Life.